# Khu tự quản của Qatar
Kể từ năm 2015, Qatar được phân chia thành tám khu tự quản. Khu tự quản Al Daayen được thành lập theo Nghị quyết số 13, từ các bộ phận thuộc Umm Salal và Al Khawr; đồng thời Al Ghuwariyah hợp nhất với Al Khawr; Al Jumaliyah hợp nhất với Ar Rayyan; Jarayan al Batnah được phân chia giữa Ar Rayyan và Al Wakrah; và Mesaieed được hợp nhất với Al Wakrah. Năm 2014, thành phố miền tây Al-Shahaniya được tách khỏi Al Rayyan để hình thành khu tự quản riêng.
Nhằm mục đích thống kê, các khu tự quản được chia tiếp thành 98 khu vực (đến năm 2015), và được chia tiếp nữa thành các khu phố.

## Lịch sử
Theo Bộ Khu tự quản và Quy hoạch đô thị, vào năm 1963, khu tự quản đầu tiên là khu tự quản Qatar được thành lập. Cũng trong năm đó, tên gọi của nó được đổi thành khu tự quản Doha. Đến ngày 17 tháng 7 năm 1972, các khu tự quản Ar Rayyan, Al Wakrah, Al Khawr và Dhekra, Ash Shamal, và Umm Salal được thành lập theo Nghị quyết số 11. Năm 1997, khu tự quản Umm Sa'id được thành lập từ các bộ phận của Al Wakrah và Jariyan al Batnah.
Năm 2004, khu tự quản Al Daayen được thành lập từ các bộ phận của Umm Salal và Al Khawr; đồng thời, Al Ghuwariyah hợp nhất với Al Khawr; Al Jumaliyah hợp nhất với Ar Rayyan; và Jarayan al Batnah được phân chia giữa Ar Rayyan và Al Wakrah.
Năm 2014, thành phố miền tây Al-Shahaniya được tách khỏi khu tự quản Al Rayyan để hình thành khu tự quản riêng. Hợp nhất khoảng 35% diện tích của Al Rayyan thành khu tự quản mới, một số địa điểm miền tây của Al Rayyan như Al Gharbiam, Al Utouriya, Al Jemailiya, Umm Bab, Rawdat Rashed, Al Nasraniya, Dukhan và Al Khurayb cũng được đưa vào khu tự quản mới.

## Khu tự quản
| Số   | Khu tự quản      | tiếng Ả Rập | Dân số (2015) | Diện tích (km²) |
| ---- | ---------------- | ----------- | ------------- | --------------- |
| 1    | Al Shamal        | الشمال      | 8.794         | 859,8           |
| 2    | Al Khor          | الخور       | 202.031       | 1613,3          |
| 3    | Umm Salal        | أم صلال     | 90.835        | 318,4           |
| 4    | Al Daayen        | الضعاين     | 54.339        | 290,2           |
| 5    | Al Rayyan        | الريان      | 605.712       | 2450            |
| 6    | Ad Dawhah (Doha) | الدوحة      | 956.457       | 202,7           |
| 7    | Al Wakrah        | الوكرة      | 299.037       | 2577,7          |
| 8    | Al-Shahaniya     | الشحانية    | 187,571       | 3309            |
| Tổng | Tổng             | Tổng        | 2.404.776     | 4.486,7         |

## Khu tự quản cũ
- Al Jemailiya (đến năm 2004)[8]
- Al Ghuwariyah (đến năm 2004)[8]
- Jariyan al Batnah (đến năm 2004)[8]
- Mesaieed (đến năm 2006)[9]